# Фаленцин-Новий
Фаленцин-Новий (пол. Falęcin Nowy) — село в Польщі, у гміні Стопниця Буського повіту Свентокшиського воєводства.
Населення — 124 особи (2011).
У 1975-1998 роках село належало до Келецького воєводства.

## Демографія
Демографічна структура на день 31 березня 2011 року:
|          | Загалом | Допрацездатний вік | Працездатний вік | Постпрацездатний вік |
| -------- | ------- | ------------------ | ---------------- | -------------------- |
| Чоловіки | 61      | 11                 | 42               | 8                    |
| Жінки    | 63      | 10                 | 34               | 19                   |
| Разом    | 124     | 21                 | 76               | 27                   |